# مارية موسو
مارية موسو (بالإيطالية: Maria Musso)‏ هي عداءة سريعة إيطالية، ولدت في 14 يوليو 1931 في تورينو في إيطاليا.

## وصلات خارجية
- مارية موسو على موقع اللجنة الأولمبية الدولية (الإنجليزية)
- مارية موسو على موقع أوليمبيديا (الإنجليزية)